# MVP finałów LNB Pro A
MVP finałów LNB Pro A – nagroda przyznawana corocznie od 2005 roku najlepszemu zawodnikowi (MVP) finałów play-off koszykarskiej ligi francuskiej najwyższego poziomu – LNB Pro A. 

## Laureaci

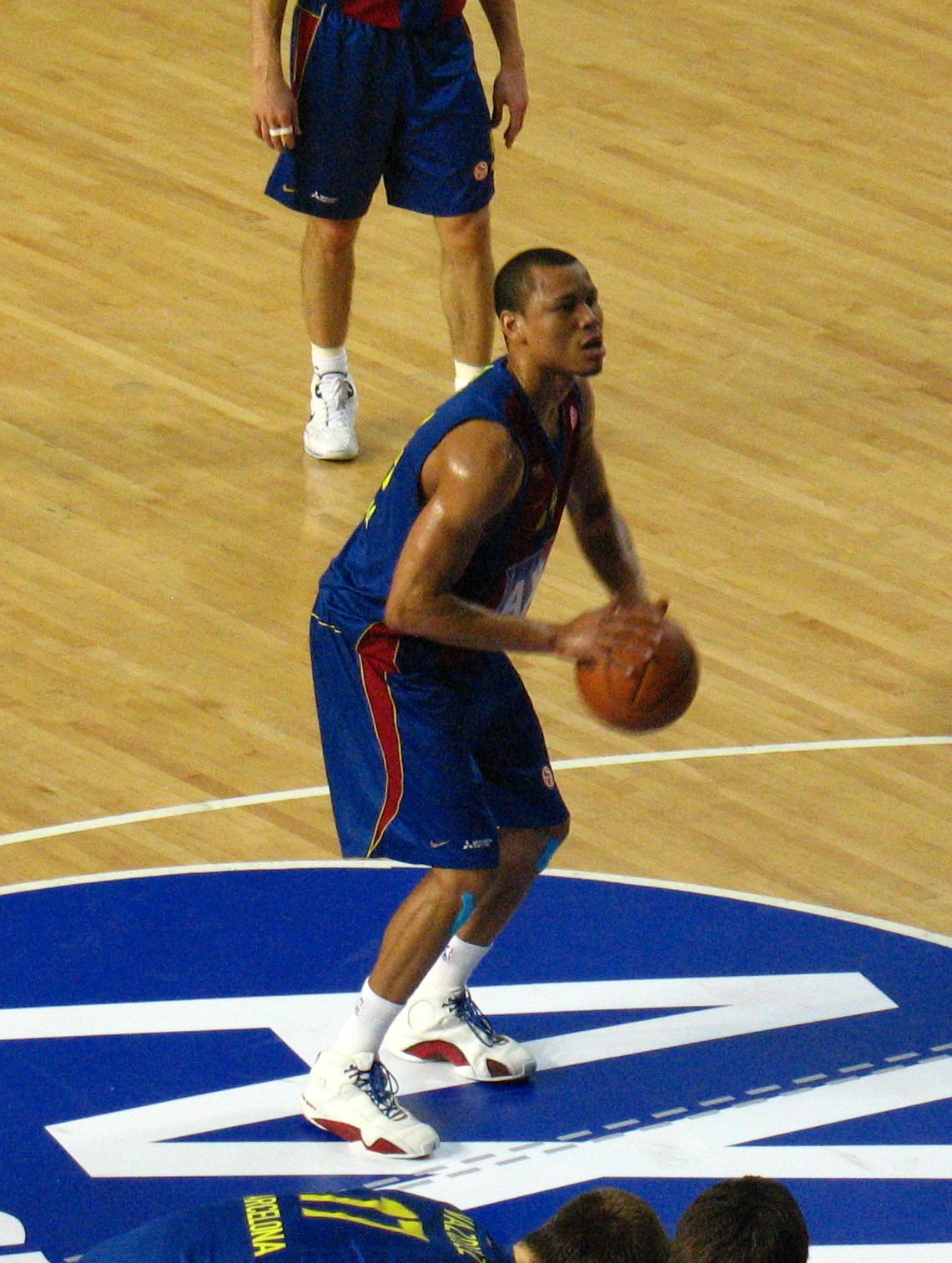
Alex Acker został laureatem nagrody w sezonie 2013–14

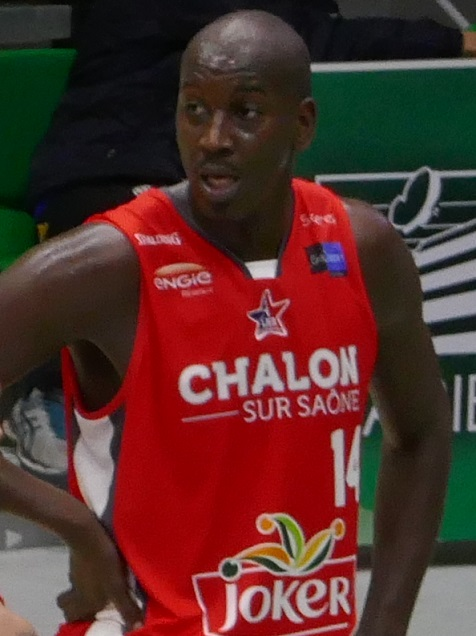
Ousmane Camara zdobył nagrodę w 2015

| Sezon   | Zawodnik                                                                       | Pozycja                                                                        | Narodowość                                                                     | Klub                                                                           | Przy.                                                                          |
| ------- | ------------------------------------------------------------------------------ | ------------------------------------------------------------------------------ | ------------------------------------------------------------------------------ | ------------------------------------------------------------------------------ | ------------------------------------------------------------------------------ |
| 2004–05 | Ricardo Greer                                                                  | skrzydłowy                                                                     | Dominikana                                                                     | SIG Strasburg                                                                  | [ 1 ]                                                                          |
| 2005–06 | Hüseyin Beşok                                                                  | skrzydłowy                                                                     | Turcja                                                                         | Le Mans                                                                        | [ 2 ]                                                                          |
| 2006–07 | Marc Salyers                                                                   | skrzydłowy                                                                     | Stany Zjednoczone                                                              | Chorale Roanne                                                                 |                                                                                |
| 2007–08 | Jeff Greer                                                                     | obrońca                                                                        | Dominikana                                                                     | SLUC Nancy                                                                     | [ 3 ]                                                                          |
| 2008–09 | Amara Sy                                                                       | skrzydłowy                                                                     | Francja                                                                        | ASVEL                                                                          | [ 4 ]                                                                          |
| 2009–10 | Mickaël Gelabale                                                               | skrzydłowy                                                                     | Francja                                                                        | Cholet                                                                         | [ 5 ]                                                                          |
| 2010–11 | John Linehan                                                                   | obrońca                                                                        | Stany Zjednoczone                                                              | SLUC Nancy                                                                     |                                                                                |
| 2011–12 | Blake Schilb                                                                   | skrzydłowy                                                                     | Czechy                                                                         | Élan Chalon                                                                    |                                                                                |
| 2012–13 | David Lighty                                                                   | obrońca                                                                        | Stany Zjednoczone                                                              | Nanterre                                                                       |                                                                                |
| 2013–14 | Alex Acker                                                                     | obrońca                                                                        | Włochy                                                                         | CSP Limoges                                                                    | [ 6 ]                                                                          |
| 2014–15 | Ousmane Camara                                                                 | skrzydłowy                                                                     | Francja                                                                        | CSP Limoges                                                                    | [ 7 ]                                                                          |
| 2015–16 | Casper Ware                                                                    | obrońca                                                                        | Stany Zjednoczone                                                              | ASVEL                                                                          |                                                                                |
| 2016–17 | Jérémy Nzeulie                                                                 | obrońca                                                                        | Kamerun                                                                        | Élan Chalon                                                                    | [ 8 ]                                                                          |
| 2017–18 | Chris Lofton                                                                   | obrońca                                                                        | Stany Zjednoczone                                                              | Le Mans Sarthe                                                                 |                                                                                |
| 2017–18 | Romeo Travis                                                                   | skrzydłowy                                                                     | Stany Zjednoczone                                                              | Le Mans Sarthe                                                                 |                                                                                |
| 2018–19 | DeMarcus Nelson                                                                | obrońca                                                                        | Stany Zjednoczone                                                              | ASVEL Basket                                                                   | [ 9 ]                                                                          |
| 2019–20 | Rozgrywki przerwano z powodu pandemii COVID-19, nagroda nie została przyznana. | Rozgrywki przerwano z powodu pandemii COVID-19, nagroda nie została przyznana. | Rozgrywki przerwano z powodu pandemii COVID-19, nagroda nie została przyznana. | Rozgrywki przerwano z powodu pandemii COVID-19, nagroda nie została przyznana. | Rozgrywki przerwano z powodu pandemii COVID-19, nagroda nie została przyznana. |
| 2020–21 | David Lighty (2)                                                               | obrońca                                                                        | Stany Zjednoczone                                                              | ASVEL                                                                          | [ 10 ]                                                                         |
| 2021–22 | Elie Okobo                                                                     | obrońca                                                                        | Francja                                                                        | ASVEL                                                                          |                                                                                |